# Bordeaux-Saint-Clair

Bordeaux-Saint-Clair este o comună în departamentul Seine-Maritime, Franța. În 1 ianuarie 2022 avea o populație de 650 de locuitori.